# Гончаров, Александр Николаевич
Александр Николаевич Гончаров (31.08.1909 — 6.07.1984) — инженер, начальник шахты № 7—8 комбината «Донбассантрацит», Герой Социалистического Труда.

## Биография
Родился 31 августа 1909 года в селе Белозерово Благовещенского района Амурской области в семье рабочего.
В 1920 году семья переезжает в г. Красный Луч, где Александр окончил начальную школу и с 13 лет начал работать на шахте № 151 «Богдан», начиная с лампоноса, коногона, ученика кузнеца.
В 1927 году он вступил в ВЛКСМ.
В 1930 году вступил в ВКП(б) и в этом же году был призван в РККА, где прослужил до 1933 года. После демобилизации Гончаров вернулся в Красный Луч, где проработал главным механиком шахты № 151 «Богдан» до 1938 года.
В 1938 году горком КП(б)У и руководство треста «Донбассантрацит» назначили Александра Николаевича заведующим шахты № 16 «Кагановича».
В 1941 году без отрыва от производства он закончил Краснолучский горный техникум. В августе 1941 года Гончаров со всем коллективом шахты направляется на оборону Донбасса.
С марта 1942 года он работает заведующим шахтой 2-бис «Сорокино» треста «Краснодонуголь». Затем с июня 1942 года по призыву Наркомата угольной промышленности направляется на Урал в г. Карпинск Свердловской области на должность начальника разрезов № 2 и 3.
В 1952 году он поступает учиться в Свердловский горный институт, а в 1953 году переводится в Новочеркасский политехнический институт слушателем ВИКА, который заканчивает в 1955 году.
В 1955—1956 годах работает главным инженером треста «Башкируголь», с октября 1956 по сентябрь 1957 года — главный инженер шахты «Новопавловская» треста «Краснолучуголь».
С сентября 1957 года по 1966 год Гончаров работает начальником шахты № 7/8. Коммунистическая партия и Советское правительство высоко оценили его трудовые заслуги и наградили орденами Ленина, Трудового Красного Знамени, «Знак Почета» и медалями.
В 1959—1965 г. А. Н. Гончаров был депутатом Луганского областного совета 3 созыва и 4 созыва Краснолучского городского совета.
В 1962 году в городе Красный Луч был открыт вечерний общетехнический факультет Коммунарского горнотехнического института, деканом которого стал А. Н. Гончаров.
С 1966 года работал деканом Коммунарского института.

## Награды
- Герой Социалистического Труда[1] (1965)
- заслуженный шахтёр УССР и почётный гражданин города Красный Луч[2], Почётный шахтёр СССР
- кавалер «Шахтёрской славы» 3-х степеней.